# Julio Torres
Julio Torres (Córdoba, 1876 - id, 1954) fue un abogado y político argentino.

## Biografía
Nació en Córdoba, en el año 1876.
Obtuvo el título de doctor en Derecho, y se abocó al ejercicio de su profesión. Abrió un estudio jurídico junto a Rafael Núñez. 
Políticamente, adhirió al Partido Demócrata y se desempeñó como diputado y senador provincial, llegando a ser presidente provisorio del Senado en diferentes oportunidades: en 1919, en 1920, de 1923 a 1925 y de 1932 a 1936.
El 18 de febrero de 1936, el gobernador Pedro J. Frías, que finalizaba su mandato, le entregó el poder al Dr. Torres en su carácter de presidente provisorio del Senado, ya que el nuevo mandatario, Dr. Amadeo Sabattini, debía asumir el 17 de mayo.
Los mandatos se habían prorrogado (Frías se alejó porque disentía con esa medida), y los legisladores exigían el pago de sus dietas. Torres afirmó que éstas se habían pagado, y renunció el día 10 de marzo. Si bien esto fue negado por la Legislatura, su dimisión quedó aceptada. Su sucesor fue el político y abogado Luis Funes.
El Dr. Torres falleció en Córdoba, en 1954.